# Muğla
Muğla es una ciudad situada al suroeste de Turquía, capital de la provincia de Muğla. Tiene una población de 82.717 (2022).

## Geografía
Muğla se encuentra a 20 km de la costa, a una altitud de 660 metros en una pequeña llanura rodeada de montañas. Es la capital administrativa de la provincia homónima que incluye las ciudades turísticas de Bodrum, Marmaris y Fethiye.
De acuerdo a los datos de la tabla a continuación y a los criterios de la clasificación climática de Köppen modificada, el clima de Muğla se puede clasificar como mediterráneo de tipo Csa (templado con verano seco y caluroso).
| Parámetros climáticos promedio de Muğla (1970-2011)            | Parámetros climáticos promedio de Muğla (1970-2011) | Parámetros climáticos promedio de Muğla (1970-2011) | Parámetros climáticos promedio de Muğla (1970-2011) | Parámetros climáticos promedio de Muğla (1970-2011) | Parámetros climáticos promedio de Muğla (1970-2011) | Parámetros climáticos promedio de Muğla (1970-2011) | Parámetros climáticos promedio de Muğla (1970-2011) | Parámetros climáticos promedio de Muğla (1970-2011) | Parámetros climáticos promedio de Muğla (1970-2011) | Parámetros climáticos promedio de Muğla (1970-2011) | Parámetros climáticos promedio de Muğla (1970-2011) | Parámetros climáticos promedio de Muğla (1970-2011) | Parámetros climáticos promedio de Muğla (1970-2011) |
| Mes                                                            | Ene.                                                | Feb.                                                | Mar.                                                | Abr.                                                | May.                                                | Jun.                                                | Jul.                                                | Ago.                                                | Sep.                                                | Oct.                                                | Nov.                                                | Dic.                                                | Anual                                               |
| -------------------------------------------------------------- | --------------------------------------------------- | --------------------------------------------------- | --------------------------------------------------- | --------------------------------------------------- | --------------------------------------------------- | --------------------------------------------------- | --------------------------------------------------- | --------------------------------------------------- | --------------------------------------------------- | --------------------------------------------------- | --------------------------------------------------- | --------------------------------------------------- | --------------------------------------------------- |
| Temp. máx. abs. (°C)                                           | 20.9                                                | 21.2                                                | 26.8                                                | 31.0                                                | 35.7                                                | 40.8                                                | 42.1                                                | 41.0                                                | 38.8                                                | 34.5                                                | 27.6                                                | 20.8                                                | 42.1                                                |
| Temp. máx. media (°C)                                          | 10.2                                                | 10.9                                                | 14.4                                                | 18.6                                                | 24.4                                                | 29.8                                                | 33.4                                                | 33.4                                                | 29.3                                                | 23.1                                                | 16.2                                                | 11.3                                                | 21.3                                                |
| Temp. media (°C)                                               | 5.5                                                 | 6.0                                                 | 8.6                                                 | 12.5                                                | 17.7                                                | 22.9                                                | 26.3                                                | 26.0                                                | 21.7                                                | 15.9                                                | 10.2                                                | 6.8                                                 | 15                                                  |
| Temp. mín. media (°C)                                          | 1.6                                                 | 1.8                                                 | 3.6                                                 | 7.0                                                 | 11.3                                                | 16.2                                                | 19.7                                                | 19.6                                                | 15.2                                                | 10.2                                                | 5.4                                                 | 2.8                                                 | 9.5                                                 |
| Temp. mín. abs. (°C)                                           | -9.2                                                | -9.9                                                | -8.5                                                | -3.6                                                | 1.0                                                 | 6.7                                                 | 11.3                                                | 11.0                                                | 5.6                                                 | 0.2                                                 | 4.8                                                 | -6.8                                                | -9.9                                                |
| Precipitación total (mm)                                       | 204.6                                               | 181.1                                               | 117.0                                               | 68.4                                                | 47.3                                                | 24.1                                                | 7.3                                                 | 8.4                                                 | 16.4                                                | 69.3                                                | 150.3                                               | 233.3                                               | 1127.5                                              |
| Días de precipitaciones (≥ )                                   | 13.3                                                | 12.7                                                | 10.7                                                | 10.0                                                | 7.5                                                 | 3.6                                                 | 1.7                                                 | 1.6                                                 | 2.7                                                 | 6.2                                                 | 9.8                                                 | 13.7                                                | 93.5                                                |
| Horas de sol                                                   | 49.6                                                | 50.9                                                | 111.6                                               | 210.0                                               | 350.3                                               | 486.0                                               | 610.7                                               | 607.6                                               | 456.0                                               | 316.2                                               | 162.0                                               | 86.8                                                | 3497.7                                              |
| Fuente: Devlet Meteoroloji İşleri Genel Müdürlüğü (1970-2011). |                                                     |                                                     |                                                     |                                                     |                                                     |                                                     |                                                     |                                                     |                                                     |                                                     |                                                     |                                                     |                                                     |

## Historia
En la antigüedad, Muğla fue un asentamiento de poca importancia en la región de Caria dominado desde las ciudades costeras de Halicarnaso o Gnido. Muğla formaba parte de Peræa Rhodiorum, o Cauno, que estaba sometida a Rodas aunque no estaba incorporada al estado, y tenía el nombre de Mobolla. Casi no quedan ruinas que muestren la historia del asentamiento. En la montaña que se encuentra al norte de la ciudad, unos pocos restos indican el antiguo emplazamiento de una acrópolis. Dentro de la ciudad hay dos inscripciones desenterradas que datan del siglo II a. C. y dan fe de la dominación de Rodas.
Durante la época turca, Muğla siguió siendo una población de importancia menor, ya que la dinastía gobernante, los Menteşe, se encontraban en la cercana Milas. Muğla adquirió importancia regional al sustituir a Milas como capital de la subprovincia  del Imperio otomano en el siglo XV. La sanjak mantuvo el nombre de Menteşe hasta la época republicana, cuando se le cambió el nombre por el de la capital, Muğla.

## Muğla en la actualidad
Se trata de una pequeña ciudad que a menudo pasa inadvertida para los turistas que acuden a la costa. Muğla ha obtenido una nueva vida con la apertura de la Universidad de Muğla en la década de 1990. Actualmente, la universidad cuenta con una comunidad estudiantil de 16.000 alumnos, lo cual ha abierto la ciudad al mundo exterior. Además, recientemente se ha desarrollado un programa de restauración del patrimonio arquitectónico de la ciudad, el cual ha fomentado el turismo local.

## Lugares de interés
A pesar de encontrarse cerca de centros turísticos importantes, Muğla no ha atraído turistas hasta hace poco tiempo. Entre los principales lugares de interés se encuentran:
- El bazar (Arasta), de la época otomana. Cuenta con una torre de reloj construida por un artesano griego, llamado Filivari Usta, en 1895.
- Kurşunlu Cami, una gran mezquita construida en 1495.
- Hammam Vakıflar, baño turco que se remonta al año 1258.
- El casco antiguo de Muğla, en la ladera y alrededor de la plaza de Saburhane (Meydanı), consta de cerca de 400 casas antiguas de los siglos XVIII y XIX, muchas de las cuales han sido restauradas.
- Museo de la ciudad. Cuenta con una buena colección de elementos arqueológicos y etnográficos, así como fósiles de animales y plantas de hasta 9 millones de años de antigüedad, descubiertos recientemente en Kaklıcatepe.

## Política
Tradicionalmente, Muğla ha sido una ciudad de centro-izquierda. En las elecciones municipales de 2004, fue reelegido Osman Gürün (CHP), aumentando el porcentaje hasta el 43,28% gracias a la importante caída del otro partido de centro-izquierda, el DSP. El AKP y el tradicional DYP obtuvieron entre el 24,5% y el 24,75% . El partido de extrema derecha MHP tuvo una presencia muy leve, de tan sólo el 1,99%, al igual que el ANAP, de centro-derecha.